# Пенік'юїк
Пенік'ю́їк (англ. Penicuik) — місто на заході Шотландії, в області Середній Лотіан.
Населення міста становить 15 680 осіб (2006).